# Sully Prudhomme
Sully Prudhomme [syˈli pʀyˈdɔm] (eigenlijk René François Armand Prudhomme) (Parijs, 16 maart 1839 – Châtenay-Malabry, 7 september 1907) was een Frans schrijver. Hij was in 1901 de eerste ontvanger van de Nobelprijs voor de Literatuur. Zijn bekendste gedicht is Le Vase brisé (1865), over een ongelukkige liefde.

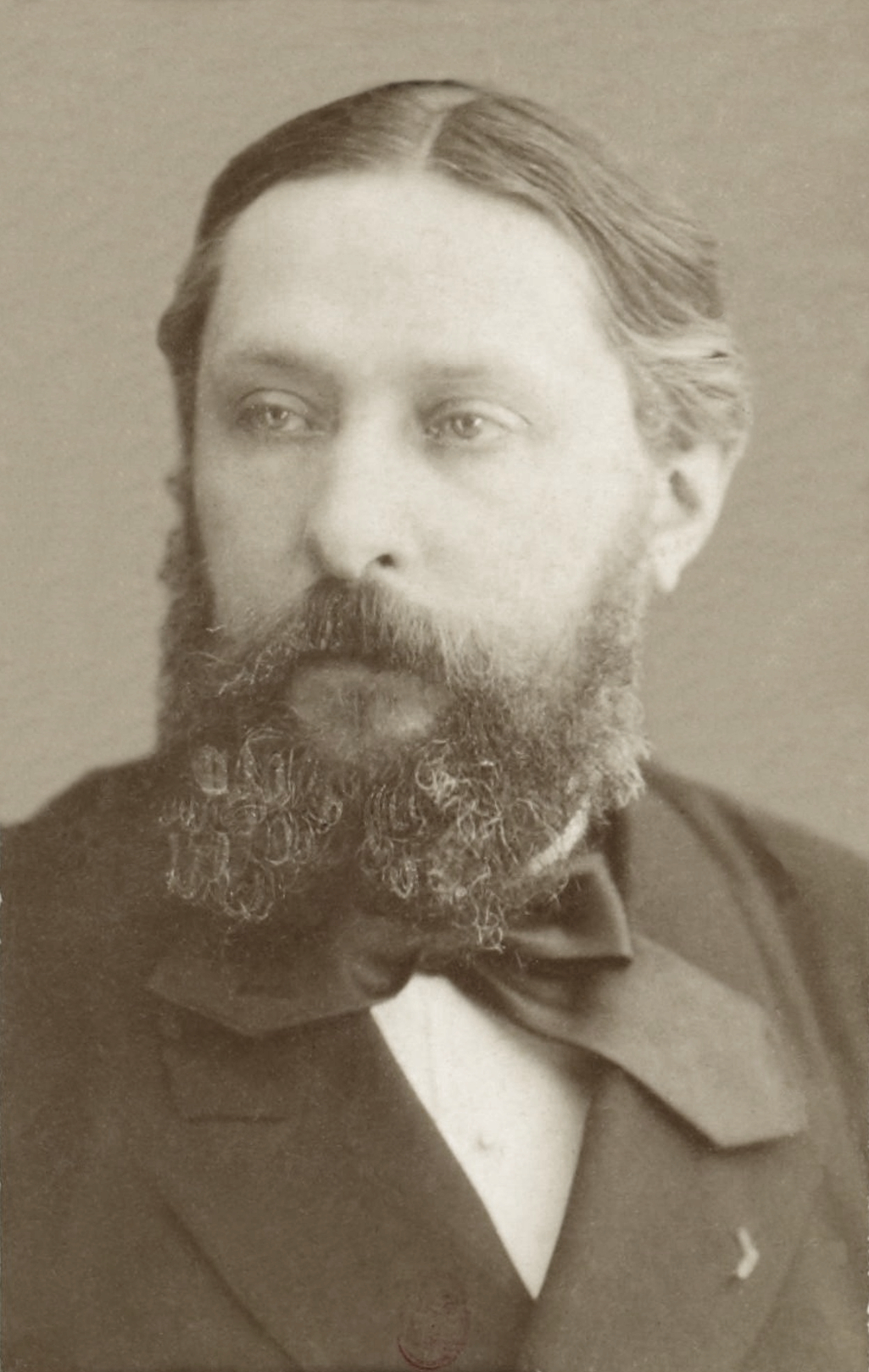
Sully Prudhomme, ca.1880

## Leven
Prudhomme groeide op in Parijs in een rooms-katholiek gezin en deed aan het Lycée Bonaparte eerst eindexamen in natuurwetenschappen (baccalauréat scientifique) en daarna in literatuur en klassieke talen (baccalauréat de lettres). Na kort werkzaam geweest te zijn als ingenieur bij de vooruitstrevende firma Schneider in Le Creusot voltooide hij een rechtenstudie en werkte, weer kort, als advocaat in Parijs.
Aangezien hij al sinds vele jaren gedichten schreef, bezon hij zich in het midden van zijn twintiger jaren over zijn geërfde vermogen en wijdde zich geheel aan de literatuur en de filosofie, waarbij hij de wereld van de techniek en de wetenschap met die van de geest en de schoonheid probeerde te verbinden.
In het begin schreef Sully Prudhomme, zoals hij zich als auteur noemde, kunstig geciseleerde gedichten in de veeleer koele stijl van de Parnassiens (verzameld gepubliceerd in Stances et Poèmes, 1865; Les épreuves, 1866; Les écuries d'Augias en Les solitudes, beide 1869). Zijn deelname aan de Frans-Pruisische Oorlog in 1870/71 verwerkte hij in Impressions de la guerre (1872) en La France (1874).
Hierna zwaaide hij om naar een "poésie personnelle", dat wil zeggen gedichten die formele elegantie met mooie beelden, gedachten en gevoelens bevallig verenigden en bij de lezers van die tijd evenzeer in de smaak vielen als de prettig leesbare filosofische essays over allerlei thema's die hij wist te schrijven en in groten getale produceerde.
In 1881 werd hij als literator beloond met opname in de Académie française, in 1895 als morele autoriteit erkend met de benoeming tot Ridder in het Franse Legioen van Eer. Toen hem in 1901, als vrij onbekende schrijver, de eerste Nobelprijs voor de literatuur werd uitgereikt, was er heel wat tegenstand, onder meer omdat de grote Tolstoj daarmee miskend werd en Prudhomme een goede vriend was van de Zweedse commissievoorzitter van de Nobelprijs. Toch was Prudhomme kennelijk voldoende bekend en gewaardeerd in heel Europa om deze hoge onderscheiding waard te zijn.

## Werken
- Stances et poèmes (gedichten, 1865)
- Les épreuves (gedichten, 1866)
- Les solitudes (1869)
- Les destins (gedichten, 1872)
- La justice (gedichten, 1878)
- Croquis italiens
- Les vaines tendresses (1875)
- Le prisme (gedichten, 1886)
- Le bonheur (gedichten, 1888)
- Testament poétique
- Journal intime
- Réfléxions sur l'art des vers (artikel, 1892)
- Épaves, (gedichten, postuum 1908)

- Bibsys: 6018490
- Biblioteca Nacional de Chile: 000186077
- Biblioteca Nacional de España: XX908034
- Bibliothèque nationale de France: cb12496761k (data)
- Catàleg d'autoritats de noms i títols de Catalunya: 981058521618106706
- CiNii: DA03310241
- Gemeinsame Normdatei: 107683733
- International Standard Name Identifier: 0000 0001 2143 0323
- Library of Congress Control Number: n86048840
- Nationale Bibliotheek van Letland: 000298275
- Base Léonore: LH//2236/1
- MusicBrainz: e4484609-4511-47e1-aa16-4739f7ff56b9
- Nationale Bibliotheek van Tsjechië: xx0005044
- Nationale bibliotheek van Australië: 53046556
- Nationale Bibliotheek van Israël: 987007268624005171
- Nationale Bibliotheek van Polen: a0000002571789
- Nationale en Universitaire bibliotheek Zagreb: 000069845
- Nederlandse Thesaurus van Auteursnamen: 068102038
- LIBRIS: 225472
- SNAC: w60s1rgh
- Système universitaire de documentation: 034183361
- Trove: 1532685
- Virtual International Authority File: 89565335
- WorldCat: E39PBJmP4CwFDVw3KF3YrHbDbd

1901: Prudhomme ·
1902: Mommsen ·
1903: Bjørnson ·
1904: Mistral, Echegaray ·
1905: Sienkiewicz ·
1906: Carducci ·
1907: Kipling ·
1908: Eucken ·
1909: Lagerlöf ·
1910: Heyse ·
1911: Maeterlinck ·
1912: Hauptmann ·
1913: Tagore ·
1915: Rolland ·
1916: Heidenstam ·
1917: Gjellerup, Pontoppidan ·
1919: Spitteler ·
1920: Hamsun ·
1921: France ·
1922: Benavente ·
1923: Yeats ·
1924: Reymont ·
1925: Shaw ·
1926: Deledda ·
1927: Bergson ·
1928: Undset ·
1929: Mann ·
1930: Lewis ·
1931: Karlfeldt ·
1932: Galsworthy ·
1933: Boenin ·
1934: Pirandello ·
1936: O'Neill ·
1937: Gard ·
1938: Buck ·
1939: Sillanpää ·
1944: Jensen ·
1945: Mistral ·
1946: Hesse ·
1947: Gide ·
1948: Eliot ·
1949: Faulkner ·
1950: Russell ·
1951: Lagerkvist ·
1952: Mauriac ·
1953: Churchill ·
1954: Hemingway ·
1955: Laxness ·
1956: Jiménez ·
1957: Camus ·
1958: Pasternak ·
1959: Quasimodo ·
1960: Perse ·
1961: Andrić ·
1962: Steinbeck ·
1963: Seferis ·
1964: Sartre (geweigerd) ·
1965: Sjolochov ·
1966: Agnon, Sachs ·
1967: Asturias ·
1968: Kawabata ·
1969: Beckett ·
1970: Solzjenitsyn ·
1971: Neruda ·
1972: Böll ·
1973: White ·
1974: Johnson, Martinson ·
1975: Montale ·
1976: Bellow ·
1977: Aleixandre ·
1978: Singer ·
1979: Elýtis ·
1980: Miłosz ·
1981: Canetti ·
1982: García Márquez ·
1983: Golding ·
1984: Seifert ·
1985: Simon ·
1986: Soyinka ·
1987: Brodsky ·
1988: Mahfoez ·
1989: Cela ·
1990: Paz ·
1991: Gordimer ·
1992: Walcott ·
1993: Morrison ·
1994: Oë ·
1995: Heaney ·
1996: Szymborska ·
1997: Fo ·
1998: Saramago ·
1999: Grass ·
2000: Gao ·
2001: Naipaul ·
2002: Kertész ·
2003: Coetzee ·
2004: Jelinek ·
2005: Pinter ·
2006: Pamuk ·
2007: Lessing ·
2008: Le Clézio ·
2009: Müller ·
2010: Vargas Llosa ·
2011: Tranströmer ·
2012: Mo ·
2013: Munro ·
2014: Modiano ·
2015: Aleksijevitsj ·
2016: Dylan ·
2017: Ishiguro ·
2018: Tokarczuk ·
2019: Handke ·
2020: Glück ·
2021: Gurnah ·
2022: Ernaux ·
2023: Fosse ·
2024: Kang ·